# Maximilian Joseph von Tarnóczy
Maximilian Joseph von Tarnóczy (Schwaz, 24 ottobre 1806 – Salisburgo, 4 aprile 1876) è stato un cardinale e arcivescovo cattolico austriaco.

## Biografia
Nacque a Schwaz il 24 ottobre 1806 da Franz Xaver von Tarnóczy (1756–1837) e da Katharina von Sprinzenberg (1776–1837).
Fu arcivescovo di Salisburgo dal 1850 al 1876.
Papa Pio IX lo elevò al rango di cardinale nel concistoro del 22 dicembre 1873.
Morì il 4 aprile 1876 all'età di 69 anni.

## Genealogia episcopale e successione apostolica
La genealogia episcopale è:
- Cardinale Scipione Rebiba
- Cardinale Giulio Antonio Santori
- Cardinale Girolamo Bernerio, O.P.
- Arcivescovo Galeazzo Sanvitale
- Cardinale Ludovico Ludovisi
- Cardinale Luigi Caetani
- Cardinale Ulderico Carpegna
- Cardinale Paluzzo Paluzzi Altieri degli Albertoni
- Papa Benedetto XIII
- Papa Benedetto XIV
- Papa Clemente XIII
- Cardinale Giovanni Battista Caprara Montecuccoli
- Vescovo Dionys von Rost
- Vescovo Karl Franz von Lodron
- Vescovo Bernhard Galura
- Vescovo Giovanni Nepomuceno de Tschiderer
- Cardinale Friedrich Johann Joseph Cölestin von Schwarzenberg
- Cardinale Maximilian Joseph von Tarnóczy

La successione apostolica è:
- Vescovo Ottokar Maria von Attems (1853)
- Vescovo Vinzenz Gasser (1857)
- Vescovo Valentin Wiery (1858)
- Vescovo Jakob Ignaz Maximilian Stepišnik (1863)
- Vescovo Johann Baptist Zwerger (1867)
- Vescovo Rupert Mayr (1869)
- Vescovo Giovanni Giacomo della Bona (1874)
- Cardinale Johann Evangelist Haller (1874)